# Shimazu Yoshihisa
Shimazu Yoshihisa (島津義久?   9 de febrero de 1533–5 de marzo de 1611) fue un poderoso daimyō y el decimosexto jefe del clan Shimazu de la provincia de Satsuma, el hijo mayor de Shimazu Takahisa. Era famoso como un gran general, que logró subyugar Kyushu mediante las hábiles maniobras de sus tres hermanos. Finalmente, en 1585, Yoshihisa cedió el control de toda la región de Kyushu

## Primeros años y ascenso

Mon del clan Shimazu

Su madre era hija de Iriki'in Shigesato (入来院重聡), Sesshō (雪窓). Shimazu Yoshihiro, Shimazu Toshihisa y Shimazu Iehisa eran sus hermanos. Se dice que nació en el Castillo de Izaku en 1535. Su nombre de infancia era Torajumaru (虎寿丸) pero se llamaba Matasaburō.  (又三郎). Al llegar a la mayoría de edad (genpuku), tomó el nombre de "Tadayoshi" (忠良), pero después de recibir un kanji del shōgun Ashikaga, se convirtió en su sucesor. Yoshiteru, cambió a Yoshitatsu (義辰). Más tarde cambió su nombre a Yoshihisa. Se casó con su propia tía y después de su muerte, se casó con una pariente suya, una hija de Tanegashima Tokitaka.
En 1566, sucedió a su padre como jefe del clan Shimazu, convirtiéndose en el decimosexto líder del clan.

## Unificación de Kyushu
Trabajando junto con sus hermanos Yoshihiro, Toshihisa y Iehisa, lanzó una campaña para unificar Kyūshū.
A partir de 1572, con una victoria contra el clan Itō en la batalla de Kizaki y el asedio de Takabaru en 1576,
Yoshihisa siguió ganando batallas.
En 1578, Yoshihisa derrotó al clan Ōtomo en la batalla de Mimigawa y persiguió al ejército Ōtomo hasta su tierra natal, aunque no tomó su territorio;
Más tarde, en 1581, las fuerzas de Yoshihisa derrotaron al clan Ōtomo en la batalla de Mimigawa y persiguieron al ejército Ōtomo hasta su tierra natal, aunque no tomaron su territorio;
A principios de 1584, sus fuerzas obtuvieron la victoria en la Batalla de Okitanawate en la Provincia de Hizen contra el clan Ryūzōji y derrotaron al clan Aso.
En 1585, las fuerzas de Yoshihisa atacaron el Castillo Horikiri en la Provincia de Chikugo y más tarde tomaron el castillo de Iwaya de Otomo, como resultado de la invasión de Shimazu a la Provincia de Chikuzen.
A mediados de 1585, el clan Shimazu controlaba; Chikugo, Chikuzen, Hizen, Higo, Hyūga, Osumi y Satsuma, la mayor parte de Kyūshū, con excepción del dominio de Ōtomo, y la unificación era un objetivo factible.

## Conflicto con Hideyoshi
En 1585, durante el intento de Shimazu de unificar Kyushu, otros clanes de Kyushu pidieron ayuda a Toyotomi Hideyoshi; el clan Otomo y el clan Ryuzoji pidieron ayuda a Hideyoshi y, aunque no había podido ayudar en ese momento, Hideyoshi intercedió y solicitó que Yoshihisa hiciera las paces con Otomo. En respuesta, Yoshihisa se burló de su intento de intervenir, ya que no veía a Hideyoshi en posición de invadir Kyushu.

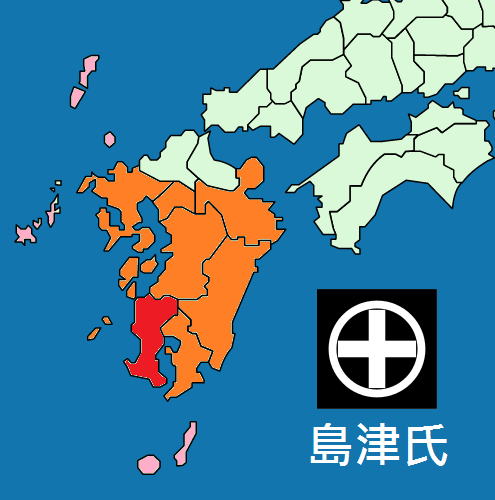
Mapa del clan Shimazu en 1586

En 1586, Shimazu Yoshihisa marchó para atacar el castillo Tachibana de Otomo, cuando los comandantes del ejército de Shimazu llegaron cerca del castillo Tachibana. Tachibana Muneshige dirigió la defensa del castillo junto con su esposa, la exlíder del clan Tachibana Ginchiyo.
Más tarde, los líderes Otomo viajaron a Osaka para intentar persuadir a Hideyoshi de que ayudara. Hideyoshi quedó impresionado con esta embajada y presumiblemente aceptó ayudar. Yoshihisa, al ver que Hideyoshi estaba preparado para invadir, envió un mensaje a Hideyoshi, alegando que había atacado a los otros clanes en defensa propia, pero Hideyoshi se negó y dirigió sus fuerzas a Kyushu.

### Campaña de Kyushu
A finales de 1586, comienza la Campaña de Kyushu dirigida por Toyotomi Hideyoshi.
Las fuerzas de Ōtomo, apoyadas por los ejércitos de Shikoku bajo el mando de Chōsokabe Motochika, Sengoku Hidehisa y Sogō Masayasu, retrasaron a las fuerzas de Shimazu y las debilitaron en preparación para la llegada de los ejércitos de Hideyoshi.
Hideyoshi movilizó una fuerza de 200.000 soldados y 20.000 animales de carga, transportando suministros para un ejército aún mayor de 300.000 hombres. Toyotomi Hidenaga lideró la vanguardia de 25.000 hombres y 3.000 caballos.
En abril de 1587, Hideyoshi había llegado al estrecho de Shimonoseki y atravesó Chikuzen y Chikugo para atacar Yoshihisa en Higo. En ese momento, las fuerzas del clan Mōri, bajo el mando de Kobayakawa Takakage, se unieron a las de Hidenaga, ya que los Mōri habían sido reprimidos recientemente. Hidenaga hizo retroceder a las fuerzas de Shimazu en Hyūga y Bungo. Los Shimazu lucharon bien, pero tenían pocas armas de fuego y carecían de disciplina y entrenamiento; fueron superados constantemente por la superioridad en calidad y cantidad.
A fines de mayo de 1587, los diversos daimyos de la isla se habían puesto del lado de Hideyoshi. En junio, Shimazu fue derrotado en la misma provincia de Satsuma y Hideyoshi puso sitio al castillo de Kagoshima. Yoshihisa pidió la paz y se acordó una tregua. Hideyoshi ofreció condiciones generosas para una paz duradera al hijo de Yoshihiro y a Iehisa; aunque Yoshihisa inicialmente rechazó la oferta, Hideyoshi lo intentó de nuevo y esta vez tuvo éxito.

## Después de la rendición
La mayoría de los dominios que Yoshihisa había conquistado fueron entregados por Hideyoshi a tres de sus generales superiores -Kato, Konishi y Kuroda- y el clan Shimazu logró conservar solo las provincias de Satsuma y Ōsumi, así como la mitad de Hyuga. Los Mori recibieron feudos en el norte de Kyushu y Kobayakawa obtuvo Chikuzen. Yoshihisa se afeitó la cabeza para rendirse, demostrando que se convertiría en monje budista si le perdonaban la vida. Su nombre como monje era Ryūhaku (龍伯), pero no está claro si se retiró para permitir que Yoshihiro gobernara. Como vasallo de Hideyoshi, su hermano menor Yoshihiro controlaba las tropas, pero se cree que Yoshihisa todavía manejaba los asuntos cotidianos del dominio. Yoshihisa no tuvo un hijo que lo sucediera, por lo que hizo que el hijo de Yoshihiro, Shimazu Tadatsune, se casara con la tercera hija Shimazu Kameju (亀寿) y lo adoptó como sucesor.
No se sabe qué conocimiento cultural tenía Yoshihisa, pero después de que Hideyoshi le concediera a Hosokawa Fujitaka una finca de retiro en la provincia de Osumi en 1595, Fujitaka le enseñó literatura clásica, y se cree que Kampaku Konoe Wakihisa, que era experto en waka y renga, frecuentaba la casa de Yoshihisa. Inicialmente, vio con buenos ojos a misioneros cristianos como Luís de Almeida.
Después de que Hideyoshi dividiera sus dominios, Tokugawa Ieyasu invitó a Yoshihisa al castillo de Fushimi. Ieyasu y sus vasallos le preguntaron repetidamente a Yoshihisa cómo había logrado unificar Kyushu; finalmente, Yoshihisa cedió y dijo que había obtenido sus victorias gracias a sus vasallos: "Como mis tres hermanos menores, liderados por Yoshihiro, así como vasallos como Uwai Satokane y Yamada Arinobu, lucharon tan bien unidos bajo el mismo objetivo, nunca tuve la oportunidad de mostrar mi valentía en una batalla. Solo tuve que esperar en el castillo a que los mensajeros trajeran noticias de sus victorias". Después de que Yoshihisa se fuera, Ieyasu dijo a sus vasallos que "Yoshihisa, como general, había dejado que sus vasallos trabajaran al máximo de sus capacidades. Así es como debe ser un gran general".

## Muerte

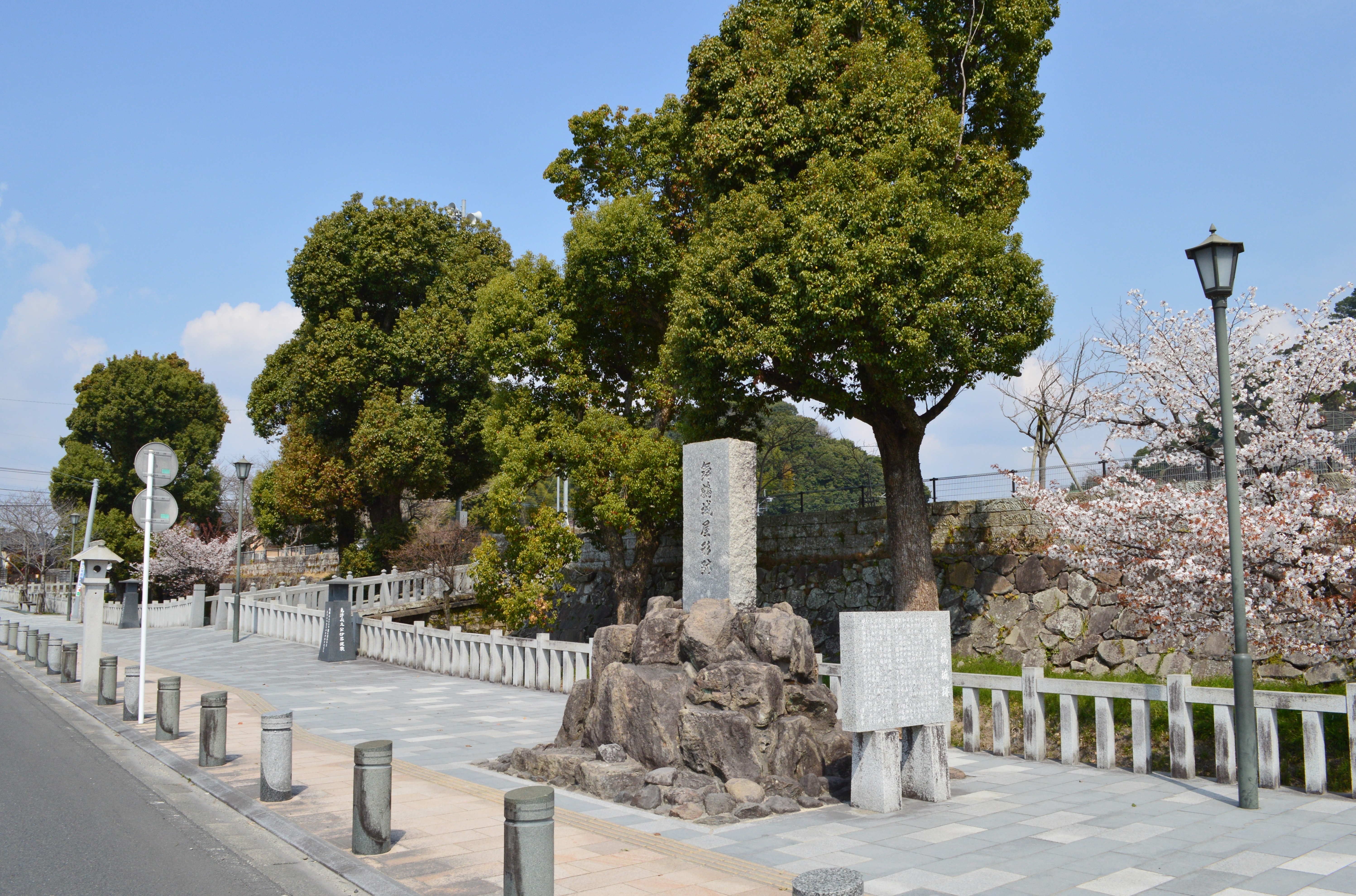
Foso de agua y muro de piedra del Castillo de Kokubu

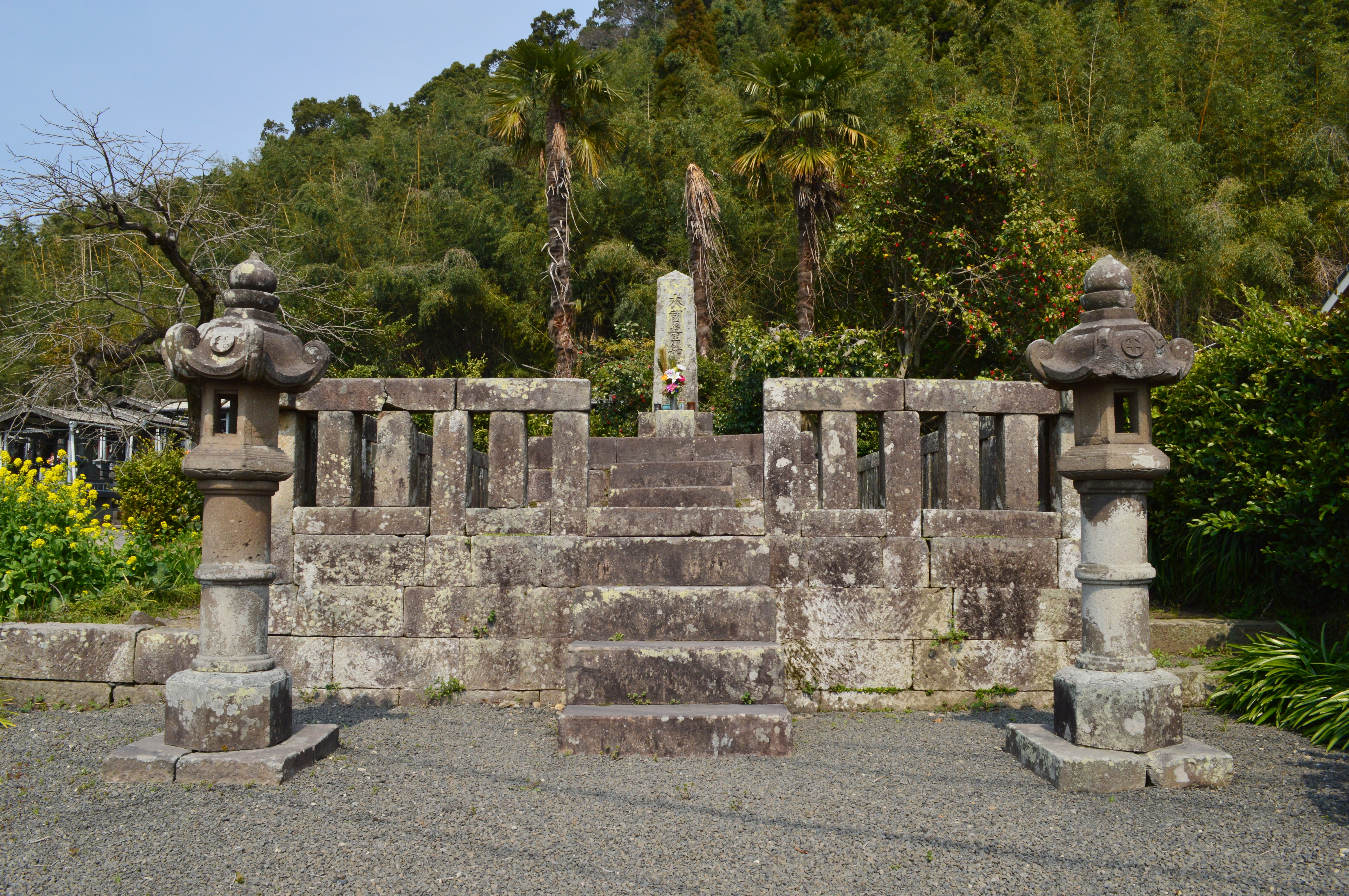
Tumba de Shimazu Yoshihisa en el Templo de Tokuji

El 21 de enero de 1611, murió de enfermedad en el Castillo de Kokubu. Póstumamente, fue nombrado 貫明存忠庵主. Fue enterrado en lo que una vez fue el sitio de Fukushoji en Kagoshima; su lápida permanece, junto con las de los otros líderes de su clan. También hay monumentos construidos en su memoria en Kokubun, Ima Kumano Kannonji (今熊野観音寺) en Kioto, y Koyasan. Aunque no queda ningún retrato de Yoshihisa, hay una figura de bronce de Yoshihisa en Taiheiji, que representa su rendición a Hideyoshi. La estatua fue realizada después de su muerte.

## Retenedores notables

### Clan Shimazu

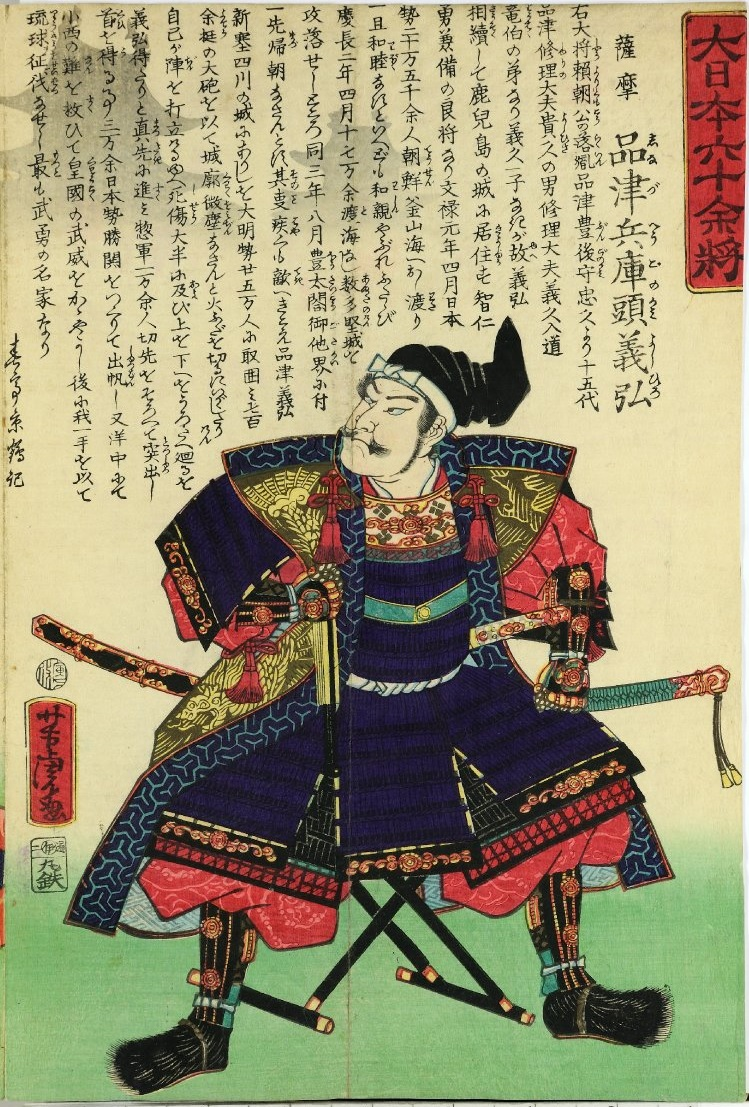
Ukiyo-e de Shimazu Yoshihiro

- Shimazu Yoshihiro
- Shimazu Toshihisa
- Shimazu Iehisa
- Shimazu Tadanaga

### Otro
- Niiro Tadamoto
- Yamada Arinobu
- Uwai Satokane
- Ei Hisatora
- Ijūin Tadamune
- Hongo Tokihisa
- Hongo Tadatora